# Carly Simon
Carly Elisabeth Simon (ur. 25 czerwca 1943 w Nowym Jorku) – amerykańska piosenkarka i kompozytorka. Jej solowa kariera muzyczna rozpoczęła się we wczesnych latach 70. XX w. Wcześniej, od roku 1964, śpiewała w duecie ze swoją siostrą Lucy Simon. Jej najbardziej znana piosenka to „You're So Vain”, która w styczniu 1973 roku była numerem jeden na amerykańskich listach przebojów. W 2022 wprowadzona do Rock and Roll Hall of Fame.

## Nagrody i wyróżnienia
Nagroda Grammy
- 1971: najlepszy nowy artysta
- 1990: najlepsza piosenka napisana do filmu, telewizji lub innych mediów wizualnych: „Let the River Run” (Pracująca dziewczyna)

Oscar
- 1989: najlepsza piosenka: „Let the River Run” (Pracująca dziewczyna)[3]

Złoty Glob
- 1989: najlepsza piosenka oryginalna: „Let the River Run” (Pracująca dziewczyna)

Inne wyróżnienia
- 1994: wprowadzona do Songwriters Hall of Fame

## Dyskografia

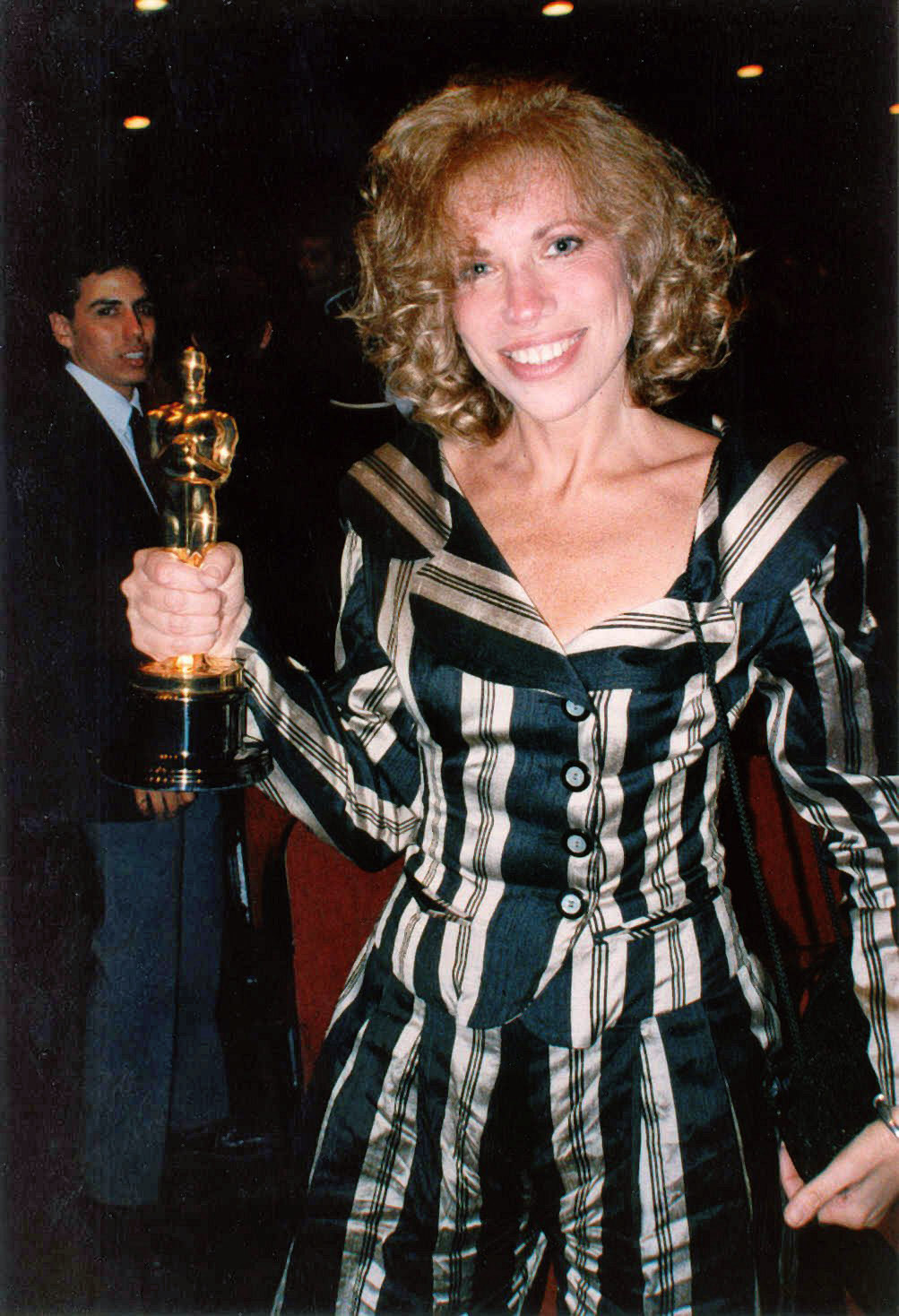
Carly Simon z Oscarem (1989)

### Albumy
- 1971: Carly Simon
- 1971: Anticipation
- 1972: No Secrets
- 1974: Hotcakes
- 1975: Playing Possum
- 1975: The Best of Carly Simon
- 1976: Another Passenger
- 1978: Boys in the Trees
- 1979: Spy
- 1980: Come Upstairs
- 1981: Torch
- 1983: Hello Big Man
- 1985: Spoiled Girl
- 1987: Coming Around Again
- 1988: Greatest Hits Live
- 1990: My Romance
- 1990: Have You Seen Me Lately
- 1992: This Is My Life
- 1993: Romulus Hunt: A Family Opera
- 1994: Letters Never Sent
- 1995: Clouds In My Coffee
- 1997: Film Noir
- 1999: The Very Best Of Carly Simon: Nobody Does It Better
- 2000: The Bedroom Tapes
- 2002: Christmas Is Almost Here
- 2002: Anthology
- 2003: Christmas Is Almost Here Again
- 2004: Reflections: Carly Simon's Greatest Hits
- 2005: Moonlight Serenade
- 2007: Into White